# Virgílio José Vilela
Virgílio José Vilela (Desterro, 1843 — Rio de Janeiro, 22 de julho de 1900) foi um político brasileiro.
Filho de Floriano José Vilela e de Joana Buena Vilela.
Foi coronel comandante superior da Guarda Nacional do Desterro, em 8 de março de 1884.
Foi deputado à Assembleia Legislativa Provincial de Santa Catarina na 27ª legislatura (1888 — 1889).